# Temnosternopsis
Temnosternopsis is een kevergeslacht uit de familie van de boktorren (Cerambycidae). De wetenschappelijke naam van het geslacht werd voor het eerst geldig gepubliceerd in 1939 door Breuning.

## Soorten
Temnosternopsis omvat de volgende soorten:
- Temnosternopsis dissimilis (Pascoe, 1859)
- Temnosternopsis ochreopictus Breuning, 1961
- Temnosternopsis pictus Breuning, 1939
- Temnosternopsis quadrituberculatus (McKeown, 1942)
- Temnosternopsis subtruncatus Breuning, 1948